# Meta Heusser-Schweizer

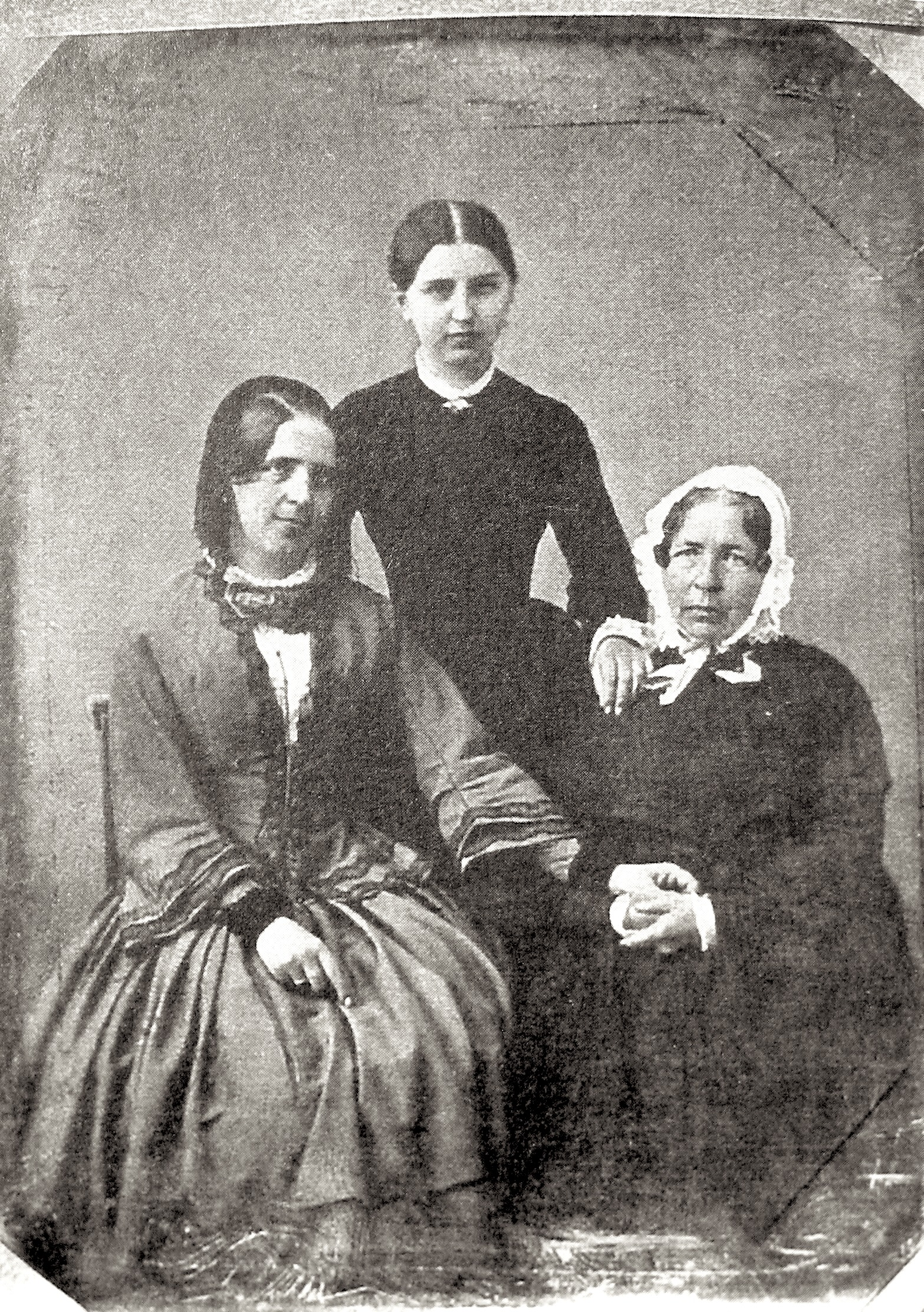
Meta Heusser-Schweizer (rechts) mit ihren Töchtern Johanna (links) und Meta (hinten)

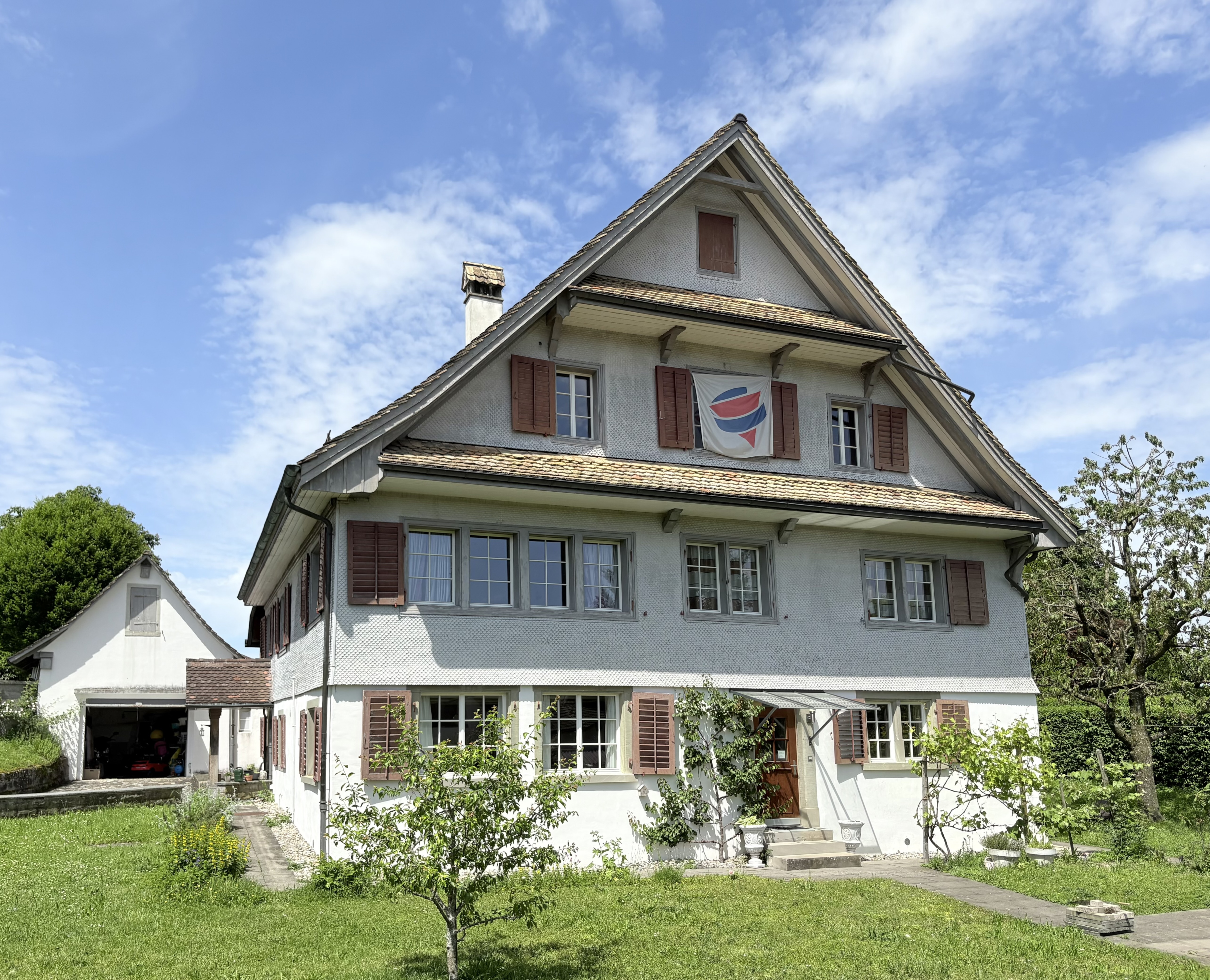
Geburtshaus von Meta Heusser in Hirzel

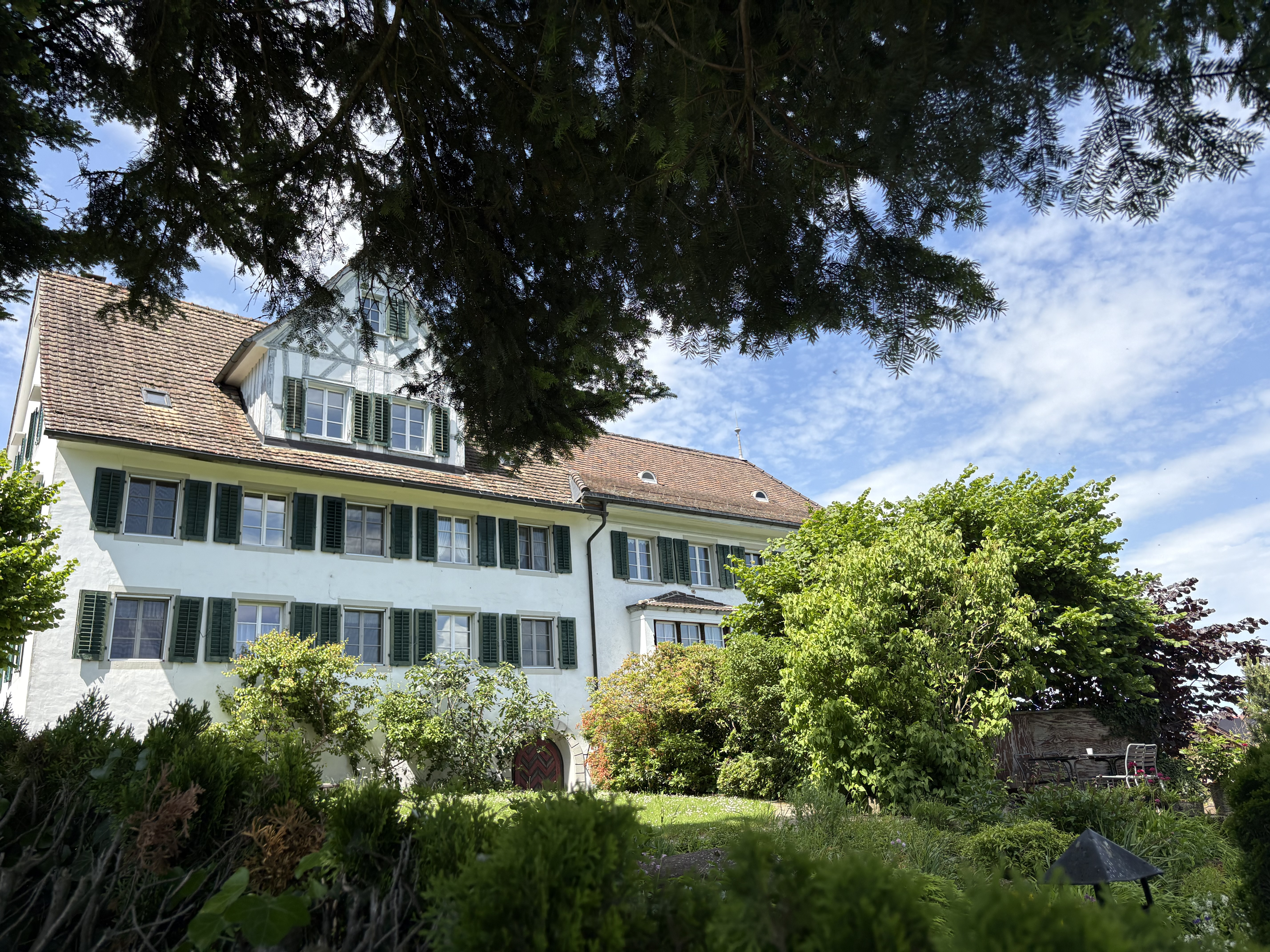
Wohnhaus der Familie Heusser in Hirzel. Aufnahme von 2025

Meta Heusser-Schweizer (* 6. April 1797 in Hirzel; † 2. Januar 1876 ebenda) schrieb religiöse Lyrik und war die Mutter von Johanna Spyri.

## Leben
Die Tochter des Pfarrers Diethelm Schweizer und der Pfarrerstochter Anna Gessner heiratete 1821 den Arzt Johann Jakob Heusser. Sie hatte mit ihm sechs Kinder, darunter Jakob Christian Heusser und Johanna Spyri.
Ihre religiös motivierte Lyrik erschien ab 1814. Ihre Gedichte wurden zuerst anonym veröffentlicht, ab 1863 dann unter ihrem eigenen Namen. Eine erste Sammlung von Gedichten erschien 1858, die zweite 1867. Die erste Gesamtausgabe erschien erst postum, 1898. Teilweise wurden von Heusser-Schweizer geschriebene geistliche Lieder in evangelische Gesangbücher aufgenommen.

## Werke
- 1858: Lieder einer Verborgenen (ohne Namen der Verfasserin). Mit einem Vorwort von Albert Knapp, Holtze Leipzig
- 1863: Als zweite, vermehrte Auflage unter dem Titel Gedichte von Meta Heusser-Schweizer. Mit einem Vorwort von Albert Knapp, Holtze Leipzig (Digitalisat)
- 1898: Gedichte. Neue Ausgabe (Gesamtausgabe), Basel
- 1980: Hauschronik. Herausgegeben von Karl Fehr, Kilchberg am Zürichsee